# Usama Riaz
Pour les articles homonymes, voir Riaz (homonymie).
Usama Riaz, né en 1994 et mort le 23 mars 2020, est un médecin pakistanais du Gilgit-Baltistan victime de la pandémie de Covid-19. 

## Carrière
Au cours de sa carrière, il a pour rôle le suivi de la santé des pèlerins rentrés d'Iran au Pakistan, et notamment, selon le New York Times, le dépistage des pèlerins vis-à-vis du risque de Covid-19. 
À la suite de la pandémie de 2019, il a pour rôle le traitement en soins intensifs des pèlerins diagnostiqués Covid-19, et ce malgré le manque d'équipement de protection individuelle,, générant un risque considérablement accru pour les personnels de santé,. 

## Mort
Usama Riaz meurt le 23 mars 2020 des complications liées à la Covid-19 à l'âge de 26 ans. Il est le premier médecin pakistanais à mourir du virus. 
Le 27 mars 2020, il reçoit à titre posthume le Nishan-e-Kashmir, la plus haute distinction décernée par l'État, par le Premier ministre de l'Azad Cachemire pour ses services. Hafiz Hafeezur Rehman, Premier ministre du Gilgit-Baltistan, qualifie sa mort de « tragédie nationale ».